# The Magician (1926)
The Magician (br O Mágico) é um filme de terror norte-americano de 1926, dirigido por Rex Ingram, sobre os esforços do mágico para adquirir o sangue de uma donzela por seus experimentos para criar vida. Foi adaptado por Ingram do romance The Magician, de W. Somerset Maugham. É estrelado por Alice Terry, Paul Wegener e Iván Petrovich.

## Elenco
|  |  |  |
|  |  |  |

- Alice Terry... Margaret Dauncey
- Paul Wegener... Oliver Haddo
- Iván Petrovich... Dr. Arthur Burdon
- Firmin Gémier... Dr. Porhoet
- Gladys Hamer... Susie Boyd
- Henry Wilson... servo do Haddo
- Hubert I. Stowitts (como Stowitts)